# Nanon Balbien
Nanon Balbien, född 1646, död 1705, var en fransk hovfunktionär. 
Hon var från 1664 kammarjungfru till Madame de Maintenon, och var dennas inflytelserika förtrogna, något som fick betydelse när Maintenon 1683 blev kungens hustru. Hon nämns av samtida vid Ludvig XIV:s hov. Madame de Maintenon beskrev henne som ett moraliskt föredöme, och hon var en av Madame de Maintenons rådgivare då denna utövade inflytande på tillsättandet av hovtjänster, varför hon blev en inflytelserik figur vid hovet. Maintenon gav henne en tjänst vid Marie-Adélaïde av Savojens hovstat, och hon blev också intendent för Maison royale de Saint-Louis. 